# Artur de Souza Nascimento
Tute (* 1. Juli 1886 in Rio de Janeiro; † 15. Juni 1957 ebenda), eigentlich Artur de Souza Nascimento war ein brasilianischer Musiker. Er spielte sechs- und siebensaitige Gitarre, Mandoline und Banjo.

## Leben
Seine musikalische Karriere begann im jugendlichen Alter mit dem Spielen von Schlaginstrumenten wie Bombo (eine große Trommel) sowie Becken bei der bekannten Gruppe Banda do Corpo de Bombeiros unter der Leitung von Anacleto de Medeiros in Rio de Janeiro, die an mehreren Schallplattenaufnahmen für die Casa Edison beteiligt war. Daneben machte er bereits als Gitarrist Aufnahmen mit der Gruppe von Chiquinha Gonzaga für Odeon und Columbia. In dieser Zeit lernte er Donga und Pixinguinha kennen, den er bei seinen ersten solistischen Aufnahmen als Flötist begleitete.
In den 1930er Jahren führte er die siebensaitige Gitarre in der Choro-Musik ein, indem er die sechssaitige Gitarre um eine tiefe C-Saite ergänzte.
Von 1929 bis 1945 begleitete er als Gitarrist den Mandolinisten Luperce Miranda im Radio (Rádio Mayrink Veiga und Rádio Nacional) in Rio de Janeiro. Weiterhin arbeitete er als Gitarrist mit vielen namhaften Musikern wie Luiz Americano, Carmen Miranda, Francisco Alves und Orlando Silva zusammen.